# 西得克萨斯中间基原油
西德州原油（英語：West Texas Intermediate，简称）是国际石油市场的一种基准价格，也是纽约商品交易所石油期货合同的标的物。美国生产或销往美国的原油计价时大多以WTI作为基准油價。
WTI和布伦特原油時常做为世界石油交易市场的参考价格。其他重要的油價指標还包括杜拜阿曼原油(Dubai/Oman)、穆爾班原油(Murban)和OPEC一籃子参考价格。

## 特性
西德州原油是一種產自美国的轻质低硫原油。API密度39.6，含硫量0.24%。纽约商品交易所在1983年推出以它为标的物的期货合约NYMEX WTI。合约交割地点位于俄克拉荷马州的库欣地区（Cushing, Oklahoma），到期以后通过管道、储罐网络系统进行现货交割。WTI的主要用户是美国中西部和墨西哥湾地区的炼油厂。

## 歷史記錄
2020年全球2019冠状病毒病疫情暴发，交通運輸與航空業受到巨大的影響導致原油需求下降，與此同時俄羅斯與沙烏地阿拉伯因為減產策略的衝突，雙方發動價格戰進行大規模增產使油價大幅下跌。4月15日交易所修改規則增列負值下單又取消熔斷，如果跌破0，大部分下單軟體都會無法處理。4月20日，西得克萨斯中间基原油的期貨市場下跌300%，盤中創記錄最低跌至-40.32元，收盤為每桶-37.63美元/桶，歷史上首次發生負油價，原因是WTI為現貨交割，期貨交易者不一定都是有儲油能力的油商，因此期貨投機者急於拋售手中的石油合約導致價格產生負數。
許多投資者因負油價事件蒙受巨大損失，其中中国银行的原油宝产品，即是参考该价格结算與移仓，在4月22日因為操作導致巨額虧損。4月20日印度多種商品交易所（MCX）油價以-2,884盧比每桶結算，以當日市場上交易的11000單原油期貨計算，累計損失41.8億盧比，印度多家經紀商就此將MCX告上孟買高等法院。